# 인데펜덴시아주

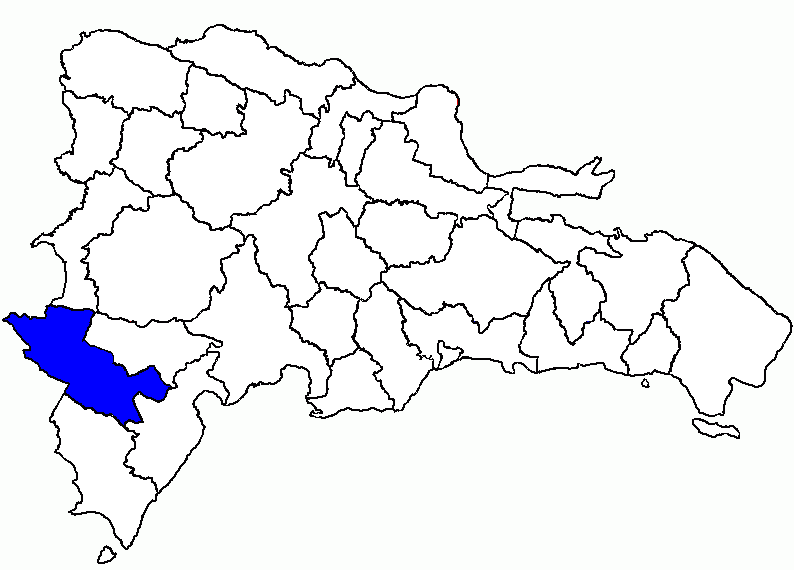
인데펜덴시아 주의 위치

인데펜덴시아주(스페인어: Independencia)는 도미니카 공화국 남서부에 위치한 주로 주도는 히마니이며 면적은 2,006.44km2, 인구는 74,583명(2014년 기준)이다. 1950년 바오루코 주에서 분리되어 신설되었다.
북쪽으로는 엘리아스피냐 주, 동쪽으로는 바오루코 주와 바라오나 주, 남쪽으로는 페데르날레스 주, 서쪽으로는 아이티와 접한다. 6개 지방 자치체와 6개 지구를 관할한다.